# Bolschoi Chomus-Jurjach
Der Bolschoi Chomus-Jurjach (russisch Большой Хомус-Юрях) ist ein Zufluss der Ostsibirischen See in der Republik Sacha im Norden von Ostsibirien.
Der Bolschoi Chomus-Jurjach entspringt an der Nordflanke des Höhenzugs Suor-Ujata. Er fließt in überwiegend nördlicher Richtung durch das Küsten-Tiefland und mündet westlich der Flussmündung der Alaseja in die Ostsibirische See. Der Fluss hat eine Länge von 324 km. Er entwässert ein Areal von 3420 km². Etwa 2600 Seen im Einzugsgebiet des Bolschoi-Jurjach bedecken eine Fläche von 377 km².
Der Fluss wird von der Schneeschmelze als auch von Niederschlägen gespeist. Er ist zwischen Ende September und Anfang Juni eisbedeckt.
Wichtigster Nebenfluss ist die Okulja von rechts.